# Tom Krauß
Tom Krauß (Lipcse, 2001. június 22. –) német korosztályos válogatott labdarúgó, az 1. FC Köln játékosa kölcsönben az 1. FSV Mainz 05 csapatától.

## Pályafutása

### Klubcsapatokban
A Sachsen Leipzig és az RB Leipzig korosztályos csapataiban nevelkedett. 2019 júniusában profi szerződést kötött az RB Leipzigcsapatával, amely 2021. június 30-ig szólt. 2020 júniusában ezt meghosszabbították 2025 nyaráig. Június 27-én mutatkozott be a felnőtt csapatban az Augsburg ellen 2–1-re megnyert bajnoki mérkőzésen a 87. percben Tyler Adams cseréjeként. Ezzel ő lett az első Lipcsében született játékos, aki az RB Leipzig felnőtt csapatában bemutatkozott. 2020. augusztus 4-én jelentették be, hogy kölcsönben két szezonra az 1. FC Nürnberg csapatába került. Szeptember 12-én mutatkozott be az RB Leipzig ellen 3–0-ra elvesztett kupamérkőzésen. Szeptember 18-án a bajnokságban is debütált a Jahn Regensburg elleni 1–1-s döntetlennel záruló találkozón. 2021. április 4-én megszerezte első gólját a Paderborn elleni 2–1-re megnyert mérkőzésen. Április 24-én megszerezte második gólját a szezon során az 1. FC Heidenheim ellen. A 2021–22-es szezonban a 10. fordulóban a Dynamo Dresden ellen szerezte meg az első gólját a szezon során. 2022. március 13-án a Hannover 96 ellen 3–0-ra megnyert mérkőzésen gólt szerzett. Április 24-én a Sandhausen 4–2-re legyőzte őket, a 25. percben eredményes volt. Június 10-én jelentették be, hogy a Schalke 04 kölcsönvette 3 millió eurós vételi opcióval, ha a Schalke elkerüli a kiesést az élvonalban. Július 31-én mutatkozott be a kupában a Bremer ellen 5–0-re megnyert találkozón. Augusztus 7-én a bajnokságban is debütált az 1. FC Köln ellen 3–1-re elvesztett mérkőzésen. Október 2-án megszerezte az első gólját az Augsburg ellen elvesztett bajnoki találkozón. 2023. május 5-én az 1. FSV Mainz 05 ellen 3–2-re megnyert mérkőzésen is betalált a kapuba.
2023. július 14-én az 1. FSV Mainz 05 csapatához igazolt. 2024. augusztus 22-én a 2024–25-ös idényre szóló kölcsönszerződéssel csatlakozott a másodosztályú Luton Town csapatához. 2025. január 29-én visszahívták a Luton Towntól, és a szezon hátralévő részére a VfL Bochum csapatához került kölcsönben. 2025. július 5-én kölcsönadták az 1. FC Kölnnek a 2025–26-os szezonra.

### A válogatottban
Többszörös korosztályos válogatott, pályára lépett a 2018-as U17-es labdarúgó-Európa-bajnokságon. 2023 június végén bekerült a 2021-es U21-es labdarúgó-Európa-bajnokságra készülő válogatott keretébe. A csoportkör mind a három mérkőzésén pályára lépett.

## Statisztika
2023. május 20-i állapotnak megfelelően.
| Klub                     | Szezon   | Bajnokság    | Bajnokság | Bajnokság | Kupa  | Kupa  | Nemzetközi | Nemzetközi | Összesen | Összesen |
| Klub                     | Szezon   | Osztály      | Mérk.     | Gólok     | Mérk. | Gólok | Mérk.      | Gólok      | Mérk.    | Gólok    |
| ------------------------ | -------- | ------------ | --------- | --------- | ----- | ----- | ---------- | ---------- | -------- | -------- |
| RB Leipzig               | 2019–20  | Bundesliga   | 1         | 0         | 0     | 0     | —          | —          | 1        | 0        |
| RB Leipzig               | Összesen | Összesen     | 1         | 0         | 0     | 0     | 0          | 0          | 1        | 0        |
| 1. FC Nürnberg (kölcsön) | 2020–21  | Bundesliga 2 | 31        | 2         | 1     | 0     | —          | —          | 32       | 2        |
| 1. FC Nürnberg (kölcsön) | 2021–22  | Bundesliga 2 | 31        | 3         | 2     | 0     | —          | —          | 33       | 3        |
| 1. FC Nürnberg (kölcsön) | Összesen | Összesen     | 62        | 5         | 3     | 0     | 0          | 0          | 65       | 5        |
| Schalke 04 (kölcsön)     | 2022–23  | Bundesliga   | 32        | 2         | 1     | 0     | —          | —          | 33       | 2        |
| Schalke 04 (kölcsön)     | Összesen | Összesen     | 32        | 2         | 1     | 0     | 0          | 0          | 33       | 2        |
| 1. FSV Mainz 05          | 2023–24  | Bundesliga   | 0         | 0         | 0     | 0     | —          | —          | 0        | 0        |
| 1. FSV Mainz 05          | Összesen | Összesen     | 0         | 0         | 0     | 0     | 0          | 0          | 0        | 0        |
| Összesen                 | Összesen | Összesen     | 95        | 7         | 4     | 0     | 0          | 0          | 99       | 7        |

## Sikerei, díjai
- Bundesliga – Hónap Tehetsége: 2022 szeptember,[29] 2023 február[30]